# Edmund Reismann (Politiker, 1907)
Edmund Reismann (* 10. März 1907 in Wien; † 6. Jänner 1985 in den USA) war ein österreichischer Politiker (SPÖ) und Filmtechniker. Er war von 1945 bis 1953 Abgeordneter zum Österreichischen Nationalrat.

## Leben
Reismann besuchte nach der Volksschule ein Realgymnasium und studierte Philosophie, Dramaturgie und Germanistik an der Universität Wien sowie an der Pariser Sorbonne. Des Weiteren studierte er Kinematographie an der Technischen Hochschule. Reismann war beruflich als Filmtechniker aktiv und in leitender Funktion bei der Austria Wochenschau. Politisch engagierte sich Reismann in der Sozialdemokratischen Partei, wobei er nach dem Österreichischen Bürgerkrieg 1934 für zwei Jahre in die Tschechoslowakei emigrierte. Im Jahr 1945 wurde er Bezirksparteivorsitzender der SPÖ Wien-Meidling, zudem vertrat er die SPÖ zwischen dem 19. Dezember 1945 und dem 18. März 1953 im Nationalrat.